# Fucecchio
Fucecchio est une commune italienne d'environ 22 000 habitants située dans la ville métropolitaine de Florence en Toscane.
Elle abrite une partie des Marais de Fucecchio où fut commis le massacre de Padule di Fucecchio en 1944.

## Administration
| Période                                  | Période  | Identité         | Étiquette | Qualité |
| ---------------------------------------- | -------- | ---------------- | --------- | ------- |
| 2019                                     | En cours | Alessio Spinelli |           |         |
| Les données manquantes sont à compléter. |          |                  |           |         |

### Hameaux
Galleno, Le Vedute,  Massarella, Pinete, Ponte a Cappiano, Querce, San Pierino, Torre

### Communes limitrophes
Altopascio, Castelfranco di Sotto, Cerreto Guidi, Chiesina Uzzanese, Larciano, Ponte Buggianese, San Miniato, Santa Croce sull'Arno